# Dong-Min Lim

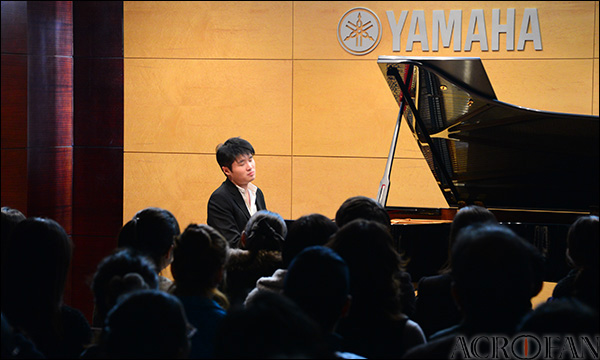
Dong-Min Lim (Seúl, Corea del Sur, 14 de abril de 1980) es un destacado pianista clásico de origen surcoreano, que ha ganado numerosos reconocimientos internacionales por sus interpretaciones

Dong-Min Lim (Seúl, Corea del Sur, 14 de abril de 1980) es un destacado pianista clásico de origen surcoreano, que ha ganado numerosos reconocimientos internacionales por sus interpretaciones.

## Formación
Estudió en el Conservatorio de Moscú, en Rusia; en la Universidad de Hanóver en Alemania y en el Mannes College The New School for Music de Nueva York, Estados Unidos.